# Argentijnse zeebaars
De Argentijnse zeebaars (Acanthistius brasilianus) is een straalvinnige vis uit de familie van zaagbaarzen (Serranidae), orde van baarsachtigen (Perciformes). De vis kan een lengte bereiken van 60 centimeter.

## Leefomgeving
Acanthistius brasilianus komt in zeewater en brak water voor. De soort komt voor in subtropische wateren in de Atlantische Oceaan op een diepte tot 30 meter.

## Relatie tot de mens
Acanthistius brasilianus is voor de visserij van aanzienlijk commercieel belang. In de hengelsport wordt er weinig op de vis gejaagd.
Voor de mens is Acanthistius brasilianus ongevaarlijk.